# Кувичинский
Кувичинский — хутор в Крымском районе Краснодарского края.
Входит в состав Троицкого сельского поселения.

## География

### Улицы
- ул. Зелёная,
- ул. Кирова,
- ул. Ореховая,
- ул. Полевая,
- ул. Садовая,
- ул. Центральная.

## Население
| 1999 | 2002 | 2010 |
| ---- | ---- | ---- |
| 375  | ↗399 | ↘339 |